# Mathématiques mésopotamiennes

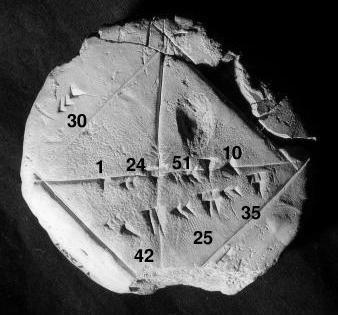
Photographie de la tablette YBC 7289 annotée. Les nombres écrits dans le système babylonien donnent la racine carrée de 2 avec quatre chiffres sexagésimaux significatifs, soit près de six chiffres décimaux :
1 + 24/60 + 51/60^{2} + 10/60^{3} = 1,41421296... (crédit : Bill Casselman).

Les mathématiques mésopotamiennes sont les mathématiques pratiquées par les peuples de l'ancienne Mésopotamie (dans l’Irak actuel), depuis l'époque des Sumériens jusqu'à la chute de Babylone en 539 av. J.-C.. Alors que l'on ne dispose que de très rares sources sur les mathématiques en Égypte antique, notre connaissance des mathématiques babyloniennes s'appuie sur environ 400 tablettes d'argile mises au jour depuis les années 1850. Écrites en cunéiforme, ces tablettes furent travaillées sur de l'argile encore humide, puis cuites dans un four ou séchées au soleil. La plupart des tablettes qui nous sont parvenues datent de 1800 à 1600 av. J.-C., et traitent de fractions, d’équations algébriques (équations du second degré et du troisième degré), de calculs d'hypoténuse et de triplets pythagoriciens voire, peut-être, de certaines lignes trigonométriques (cf. notamment la tablette Plimpton 322). La tablette YBC 7289 fournit une approximation de √2 précise à six décimales près. Ces tablettes dérivent de la technique ayant donné les premières écritures de nombres : les bulles-enveloppe ou bulles comptables qui contenaient initialement les calculi.

## Numération
À côté de systèmes de numérations hybrides utilisés en métrologie, les Mésopotamiens possédaient un système de numération savante destiné aux calculs. Ce système de numération était de type sexagésimal (« base 60 »). C'est d'ailleurs des Babyloniens que nous avons hérité l'usage de diviser les heures en soixante minutes, et chaque minute en 60 secondes, et aussi de diviser la circonférence d'un cercle en 360 degrés représentant 6 angles de triangle équilatéral de 60° (360=6×60) . Le développement des mathématiques chez les Babyloniens tient à deux choses ; tout d'abord, au fait que le nombre 60 est un nombre hautement composé, dont les nombreux diviseurs : 2, 3, 4, 5, 6, 10, 12, 15, 20, et 30, facilitent les calculs de fractions ; ensuite, à ceci que, contrairement aux Égyptiens et aux Romains, les Babyloniens (comme plus tard les Indiens) disposaient d'un authentique système à numération de position, où les chiffres les plus à gauche représentent les plus grandes valeurs (exactement comme dans notre système décimal : 734 = 7×100 + 3×10 + 4×1).
Pour écrire en base soixante, il faut disposer de 59 signes ou « chiffres » (le zéro étant représenté par une place vide). Pour écrire ces « chiffres », deux symboles étaient utilisés :  (un clou) pour désigner l'unité et  (un chevron) pour la dizaine, combinés de manière additive (par juxtaposition de 1 (clou) et de 10 (chevron)). On écrivait plusieurs   pour les « chiffres » jusqu'à neuf et plusieurs  pour les dizaines, jusqu'à cinq dizaines.
- pour le « chiffre » 9.
- pour le « chiffre » 17.

Le nombre 557 qui correspond à 9 soixantaines et 17 unités, est alors écrit . Par la suite, les spécialistes de mathématiques babyloniennes le noteront 9:17 (on retrouve ici la notation usuelle pour les heures, ainsi 9h et 17 minutes correspondent à 557 minutes).
Il est à noter que les Babyloniens écrivaient de la même manière les nombres égaux à un facteur 60 près. Ainsi, la notation précédente est également utilisée pour écrire 557×60, 557/60 ou 557/3600.

## Les mathématiques sumériennes (3000-2300 av. J.-C.)
Les premières traces d'écrits mathématiques remontent aux anciens Sumériens, qui développèrent la première civilisation de Mésopotamie. Ils mirent au point une métrologie élaborée dès 3000 av. J.-C. À partir de 2600 av. J.-C., ils dressent des tables de multiplication sur des tablettes d'argile et mettent par écrit des énoncés de problèmes géométriques et de division. C'est aussi de cette période que datent les premiers témoignages de numération babylonienne.

## Les mathématiques dans l'ancienne Babylonie (2000-1600 av. J.-C.)
C’est à la période paléo-babylonienne que se rattachent la plupart des tablettes à contenu mathématique, ce qui explique d'ailleurs pourquoi on a coutume d'appeler les mathématiques de Mésopotamie « mathématiques babyloniennes ». Certaines tablettes comportent des listes ou des tableaux de nombres, d'autres des énoncés de problèmes et leur solution.

### Arithmétique

#### Conversions
Une des tâches des scribes consistait à convertir les nombres écrits à l'aide des divers systèmes métrologiques en notation sexagésimale savante afin de pouvoir effectuer les calculs. On trouve, à cet effet, de nombreuses tables de conversions métrologiques.

#### Additions et soustractions
Le fait d'effectuer des additions ou des soustractions ne présente pas de difficulté particulière.

#### Multiplication
La multiplication nécessite l'apprentissage de tables qui constitue une part non négligeable de l'étude des scribes. Les Babyloniens utilisaient massivement les tables numériques pour le calcul et la résolution de problèmes d'arithmétique. Par exemple, deux tablettes trouvées à Senkerah sur l’Euphrate en 1854, datées de 2000 av. J.-C., sont des listes des carrés d’entiers jusqu'à 59 et de cubes jusqu’à 32. On trouve même une demi-douzaine de tables listant les 10 premières puissances de certains entiers. La formule connue de nos jours comme différence de deux carrés permet aux Babyloniens des multiplications plus aisées, comme :
64 × 56 = 60² − 4² = 3584
Les tablettes en argile des écoles de scribes sont assez peu explicites sur les méthodes de calcul utilisées : la plupart du temps le résultat d'une multiplication est fourni sans aucune trace de calcul. Comme les tables de multiplication trouvées ne concernent pas les 59 chiffres du système sexagésimal, des calculs intermédiaires devaient souvent être nécessaires. Leur absence sur les tablettes laisse supposer l'existence d'un instrument de calcul auxiliaire.

#### Division

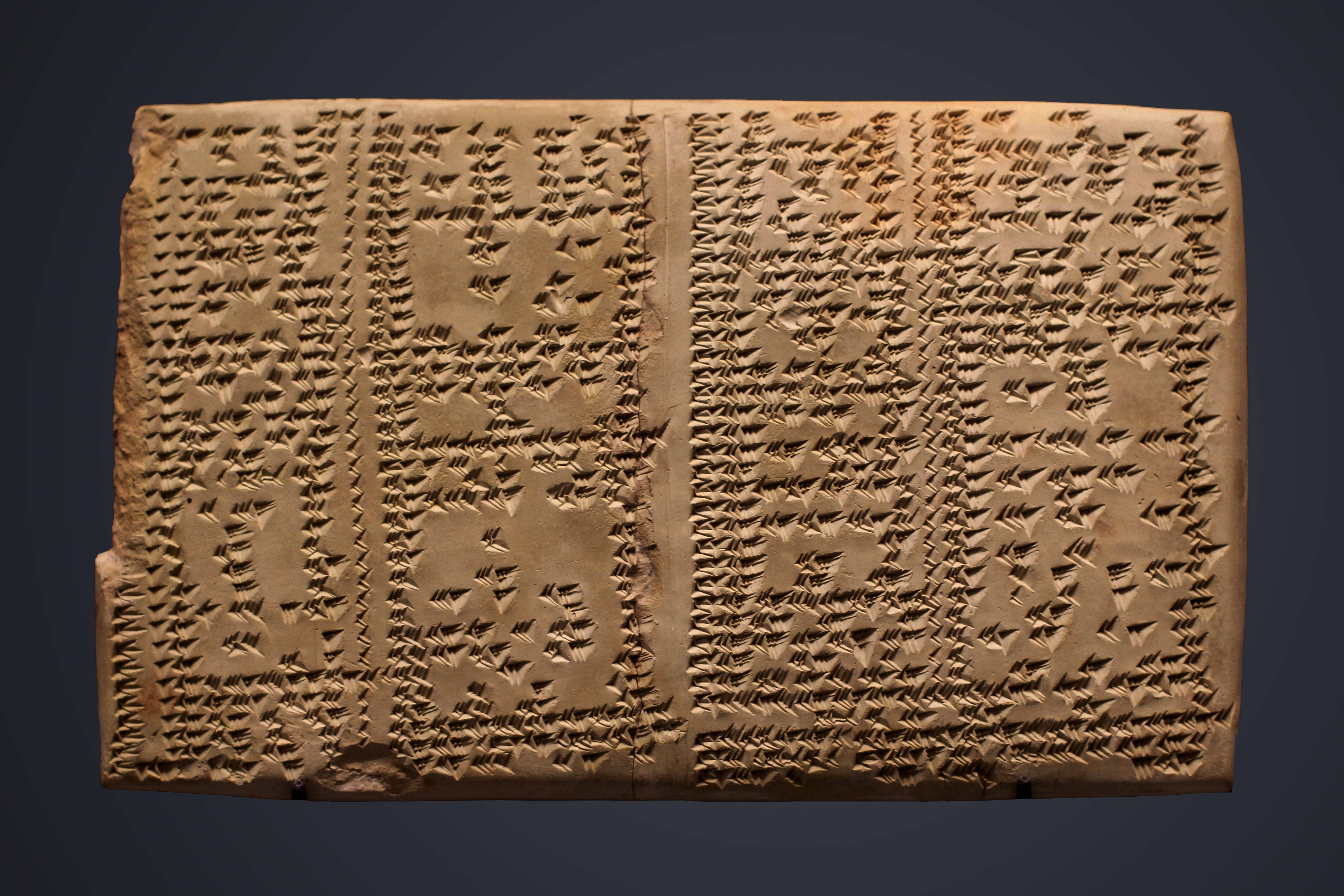
Table d'inverses, Uruk, période séleucide (v. 300 av. J.-C.), musée du Louvre.

Les Babyloniens ne posaient pas de division. Pour ce genre de calcul, ils se ramenaient au produit :
{\displaystyle {\dfrac {a}{b}}=a\times {\dfrac {1}{b}}}
et recouraient à une table d’inverses. L’inverse des nombres n'ayant comme facteurs premiers que 2, 3 ou 5 (appelés « nombres 5-lisses » ou « nombres réguliers ») s'écrit avec un nombre fini de chiffres en écriture sexagésimale : or on a retrouvé un grand nombre de tables donnant les inverses de tels nombres entiers.
Il faut se souvenir que  pouvait désigner aussi bien ce que nous noterions 1 que 60 ou 60². Deux nombres étaient inverses l'un de l'autre lorsque leur produit était une puissance de soixante. Ainsi, l'« inverse » de  (2) était  (30) car 2×30 = 60. La table d'inverses classique était (en base 60 avec deux points ':' pour séparateur des chiffres) :
```
   2    30           16    3:45          45    1:20
   3    20           18    3:20          48    1:15
   4    15           20    3             50    1:12
   5    12           24    2:30          54    1: 6:40
   6    10           25    2:24        1       1
   8     7:30        27    2:13:20     1: 4      56:15
   9     6:40        30    2           1:12      50
  10     6           32    1:52:30     1:15      48
  12     5           36    1:40        1:20      45
  15     4           40    1:30        1:21      44:26:40
```

où 6:40, qui désigne 6×60+40 est mis en relation avec 9 car 9×(6×60+40) = 3600 = 60². Donc 9 est l'inverse de 6×60+40 au sens babylonien du terme.
Pour les inverses de nombres réguliers plus complexes, les Babyloniens se ramenaient aux inverses des tables. Ainsi trouve-t-on une méthode détaillée pour trouver l'inverse de 2:05 : sachant que l'inverse de 5 est 12, on sait que 2:05 × 12 = 25 ; par conséquent l'inverse de 2:05 est la fraction 12/25= 12 × 2:24 = 28:48. Certaines tablettes comme la CBS1215  utilisent des techniques de factorisation pour trouver l'inverse de nombres réguliers complexes.
Au contraire, des inverses comme 1/7, 1/11, 1/13, etc. n'ont pas de représentation finie en écriture sexagésimale. Il arrive qu'une division par ces nombres irréguliers apparaissent dans des problèmes sur tablettes. Pour une division par 13 par exemple, le scribe remarque que 13 ne possède pas d'inverse et se pose la question « En tel nombre combien de fois 13 ? » Comme ces problèmes sont préfabriqués, dans un but didactique, une réponse sous forme exacte est fournie sans explication. On répertorie seulement deux tablettes (M10 et YBC 10529) présentant des valeurs approchées d'inverses de nombres irréguliers.

#### Calculs d'intérêts
Les calculs d'intérêts composés sont utilisés pour calculer le temps nécessaire au doublement d'un capital, mais cela nécessite de résoudre des équations exponentielles. On n'en trouve qu'une solution approchée, par interpolation linéaire.

### Algèbre
Outre les calculs d'arithmétique, les mathématiciens Babyloniens imaginèrent aussi des algorithmes pour résoudre certaines équations algébriques. Là encore, ils recouraient à des tables numériques.
Pour résoudre une équation du second degré, les Babyloniens se ramenaient fondamentalement à la forme canonique
{\displaystyle \ x^{2}+bx=c}
où les coefficients b et c ne sont pas nécessairement des entiers, mais où c est toujours positif. Ils savaient que la solution positive (la seule qui avait un sens pour eux) à une équation de cette forme s'obtient par la formule
{\displaystyle x=-{\dfrac {b}{2}}+{\sqrt {\left({\dfrac {b}{2}}\right)^{2}+c}}}
et se servaient de tables de carrés pour trouver les racines carrées intervenant dans cette formule. Parmi les énoncés concrets pouvant se ramener à ce type de calcul, il y avait celui demandant de trouver les dimensions d’un rectangle connaissant sa surface et l’excédent de sa longueur sur sa largeur.
Certaines équations du troisième degré pouvaient être résolues à l'aide de tables de n3+n2. Par exemple, soit l’équation
{\displaystyle \ ax^{3}+bx^{2}=c.}
Multipliant l’équation par a2 et la divisant par b3, on obtient
{\displaystyle \left({\dfrac {ax}{b}}\right)^{3}+\left({\dfrac {ax}{b}}\right)^{2}={\dfrac {ca^{2}}{b^{3}}}.}
Substituant y = ax/b, cela donne
{\displaystyle y^{3}+y^{2}={\dfrac {ca^{2}}{b^{3}}}}
équation que l'on peut résoudre en consultant une table de n3+n2 pour trouver la valeur la plus proche du second membre. Les Babyloniens exécutaient ces calculs sans véritablement poser les opérations algébriques, ce qui témoigne d'une remarquable capacité de concentration. Cependant, ils n'avaient pas d'algorithme général pour résoudre une équation du troisième degré quelconque.

### Géométrie

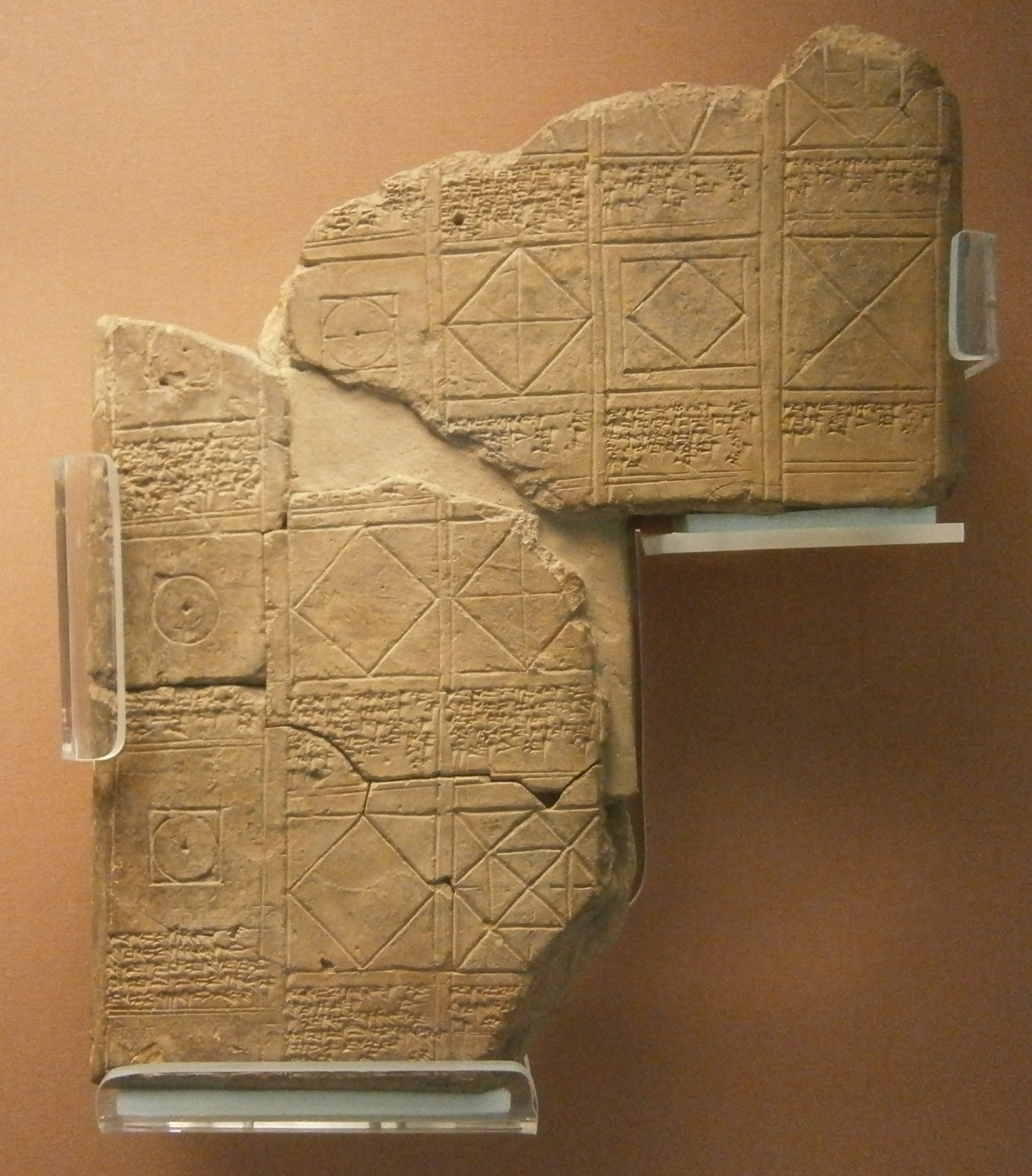
Compilation de problèmes géométriques, avec illustrations. Larsa, période paléo-babylonienne. British Museum.

Il est possible que les Babyloniens aient disposé de règles générales pour calculer l'aire et le volume de certaines figures géométriques. Ils calculaient la circonférence du cercle en prenant trois fois le diamètre, et l'aire du cercle en prenant un douzième du carré de la circonférence, ce qui revenait à prendre 3 pour la valeur de π, ce que l'on retrouve dans la Bible. Le volume d'un cylindre était calculé en formant le produit de sa base par sa hauteur ; par contre, le calcul du volume du cône tronqué ou de la pyramide à base carrée était incorrect : les Babyloniens formaient le produit de la hauteur par la demi-somme (c'est-à-dire la moyenne) des bases. Ils connaissaient le théorème de Pythagore en tant que formule, sans que l'on ait trace d'une démonstration en tant que telle. On a découvert à Suse, en 1933, une tablette dans laquelle E. M. Bruins et M. Rutten, ont pensé déceler un rapport qui prouverait l'utilisation du nombre sexagésimal 3:07:30 (ou 3 + 1/8) comme meilleure approximation de π. Otto Neugebauer valide cette interprétation dans son livre, The exact Science of antiquity tandis qu'Eleanor Robson émet des doutes sur cette interprétation.
Les Babyloniens mesuraient les distances en utilisant le mille babylonien, représentant environ 10 km. Cette unité de mesure avait un équivalent horaire[Lequel ?], ce qui permettait de convertir les positions du soleil dans le ciel en heure du jour.

### Trigonométrie
Si les anciens Babyloniens connaissaient depuis des siècles l’égalité des rapports entre les côtés de triangles semblables, le concept d’angle leur était étranger : aussi se ramenaient-ils à des considérations sur les longueurs des côtés.
Les astronomes babyloniens tenaient une chronique précise des levers et couchers des étoiles, du mouvement des planètes et des éclipses solaires et lunaires, autant de précisions qui supposent une familiarité avec les distances angulaires mesurées sur la sphère céleste.

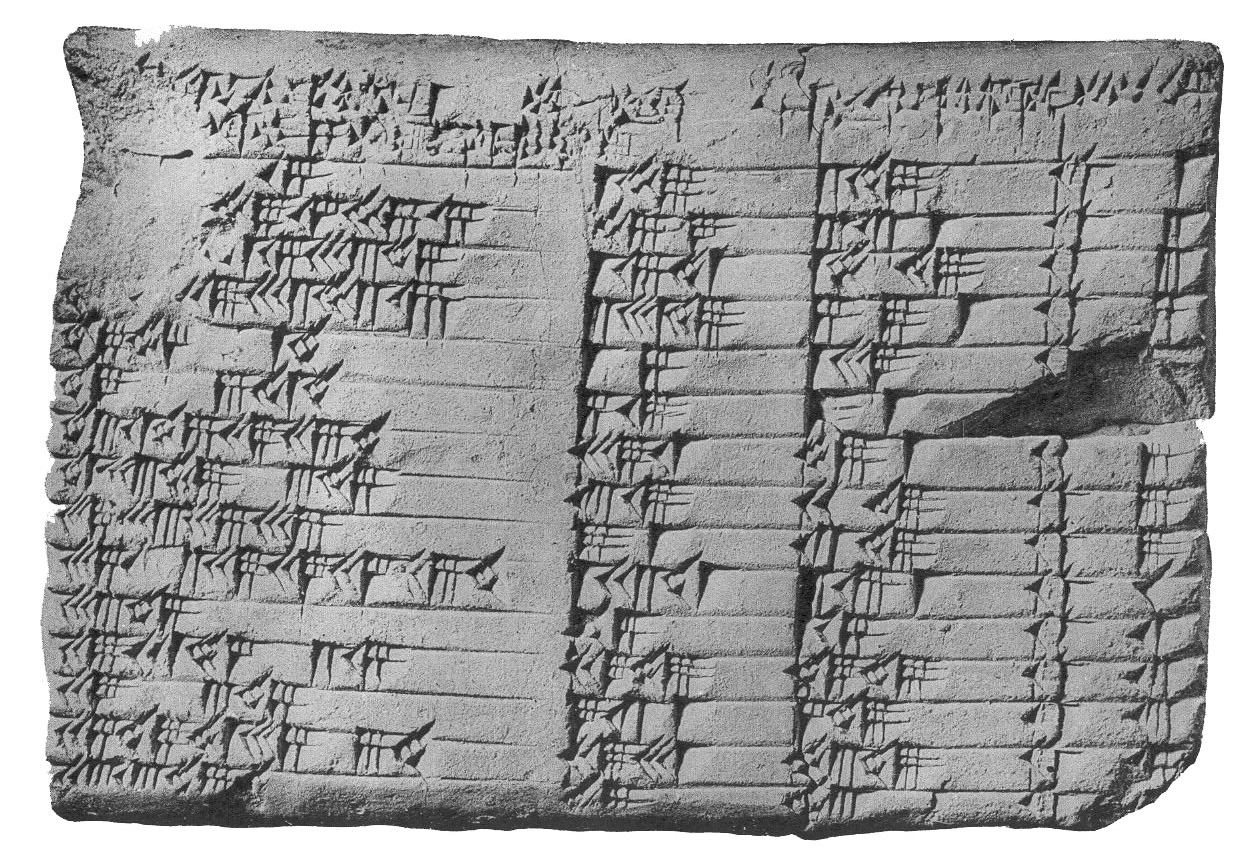
La tablette Plimpton 322, qui comporte un tableau de nombres cunéiformes rangés dans 4 colonnes sur 15 lignes.

Les Babyloniens paraissent avoir été les premiers à utiliser les lignes trigonométriques, comme en témoigne une table de nombres portés sur une tablette en écriture cunéiforme, la Tablette Plimpton 322 (vers 1900 av. J.-C.), qu'on peut interpréter comme une table trigonométrique de sécantes.
Avec la redécouverte de la civilisation babylonienne, il est apparu que les mathématiciens et les astronomes grecs de la période classique et hellénistique, en particulier Hipparque de Nicée, ont beaucoup emprunté aux Chaldéens.
Franz Xaver Kugler, par exemple, a montré la chose suivante : Ptolémée, dans l’Almageste, indique qu’Hipparque a corrigé la durée des phases de la Lune transmises par « des astronomes encore plus anciens » en rapportant les observations des éclipses faite auparavant par « les Chaldéens » aux siennes. Or, Kugler a montré que les périodes que Ptolémée attribue à Hipparque étaient déjà utilisées dans des éphémérides babyloniens, à savoir le recueil nommé « Système B » (parfois attribué à Kidinnu). Apparemment, Hipparque s'est borné à confirmer par ses observations l'exactitude des valeurs de périodes qu'il avait lues dans les écrits des Chaldéens.
Il est évident qu’Hipparque (et Ptolémée à sa suite) disposait d'une liste complète des observations d’éclipses sur plusieurs siècles. Celles-ci avaient très probablement été compilées à partir des « tablettes-journaux », tablettes d'argile contenant toutes les observations significatives effectuées au jour le jour par les Chaldéens. Les exemplaires préservés datent de 652 av. J.-C. à 130 de notre ère, mais les événements célestes qui y sont consignés remontent très probablement au règne du roi Nabonassar : car Ptolémée fait commencer sa chronologie au premier jour du calendrier égyptien, la première année du règne de Nabonassar, c’est-à-dire le 26 février 747 av. J.-C.
Il n'a pas dû être facile d'exploiter toute cette masse d'observations, et il n'est pas douteux que les Chaldéens eux-mêmes se servaient de tables abrégées contenant, par exemple, uniquement les éclipses observées (on a trouvé quelques tablettes portant une liste de toutes les éclipses sur une période correspondant à un « saros »). Ces tables leur permettaient déjà de constater le retour périodique de certains phénomènes. Parmi les périodes utilisées dans le recueil du « Système B » (cf. Almageste IV.2), on trouve :
- 223 mois (synodiques) = 239 passages au périgée (mois anomalistique) = 242 passages sur la ligne des nœuds (mois draconitique).  Cette période est appelée période de saros : elle est très pratique pour calculer les périodes d'occurrence des éclipses.
- 251 mois (synodiques)= 269 passages au périgée
- 5458 mois (synodiques)= 5923 passages à la ligne des nœuds
- 1 mois synodique = 29;31:50:08:20 jours (dans le système sexagésimal; 29.53059413… jours en numération décimales = 29 jours 12 heures 44 min 3⅓ s)

Les Babyloniens exprimaient toutes les périodes en mois synodiques, probablement parce qu'ils utilisaient un calendrier luni-solaire. Le choix des intervalles entre les phénomènes célestes périodiques survenant en l'espace d'une année donnait différentes valeurs pour la longueur d'une année.
De même, on connaissait plusieurs relations entre les périodes des planètes. Les relations que Ptolémée attribue à Hipparque avaient déjà servi pour des prédictions retrouvées sur des tablettes babyloniennes.
Toutes ces connaissances passèrent aux Grecs, sans doute peu après la conquête d’Alexandre le Grand (-331). Selon le philosophe Simplicius (début du VIe siècle), Alexandre avait ordonné la traduction des éphémérides astronomiques chaldéens, et en avait confié la supervision à son biographe Callisthène d’Olynthos, qui les envoya à son oncle Aristote. Si Simplicius ne nous offre qu'un témoignage tardif, son récit n'en est pas moins fiable, car il passa quelque temps en exil à la cour des Sassanides, et a pu avoir accès à des sources documentaires ayant disparu en Occident. Ainsi il est frappant qu'il emploie le titre tèresis (en grec: « veille »), étrange pour un livre d'histoire, mais qui constitue une traduction précise du babylonien massartu qui signifie « monter la garde » mais également « observer ». Quoi qu'il en soit, c’est vers cette époque que Calippe de Cyzique, un élève d’Aristote, proposa l’emploi d'un cycle de 76 ans, qui améliore le cycle de Méton, d'une durée de 19 ans. Il faisait démarrer la première année de son premier cycle au solstice d’été (28 juin) de l'an 330 av. J.-C. (date julienne prolepse), mais par la suite il semble qu'il ait compté les mois lunaires à partir du mois suivant la victoire d’Alexandre à la bataille de Gaugamèles, à l'automne 331 av. J.-C. Ainsi, Calippe a pu obtenir ses données de sources babyloniennes, et il est donc possible que son calendrier soit antérieur à celui de Kidinnu. On sait par ailleurs que le prêtre babylonien connu sous le nom de Bérose écrivit vers 281 av. J.-C. une histoire (à caractère plutôt mythologique) en grec de la Babylonie, les Babyloniaca, dédiées au nouveau monarque Antiochos Ier ; et l’on dit qu’il fonda par la suite une école d’astrologie sur l’île grecque de Cos. Parmi les autres auteurs qui ont pu transmettre aux Grecs les connaissances babyloniennes en astronomie-astrologie, citons Soudinès qui vivait à la cour du roi Attale Ier Sôter à la fin du IIIe siècle av. J.-C.
Quoi qu’il en soit, la traduction de ces annales astronomiques exigeait une connaissance profonde de l’écriture cunéiforme, de la langue et des méthodes, de sorte qu’il est vraisemblable qu'on a confié cette tâche à un Chaldéen dont le nom ne nous est pas parvenu. Les Babyloniens, en effet, dataient leurs observations dans leur calendrier luni-solaire, dans lequel la durée des mois et des années n'est pas fixe (29 ou 30 jours pour les mois ; 12 ou 13 mois pour les années). Qui plus est, à cette époque il n'utilisaient pas encore de calendrier régulier (fondé par exemple sur un cycle, comme le cycle de Méton), mais faisaient démarrer un mois à chaque nouvelle lune. Cette pratique rendait fastidieux le calcul du temps séparant deux événements.
La contribution d’Hipparque a dû consister à convertir ces données en dates du calendrier égyptien, qui est fondé sur une année d'une durée fixe de 365 jours (soit 12 mois de 30 jours et 5 jours supplémentaires) : ainsi le calcul des intervalles de temps est beaucoup plus simple. Ptolémée datait toutes ses observations dans ce calendrier. Il écrit d’ailleurs que « Tout ce qu'il (=Hipparque) a fait, c'est une compilation des observations des planètes ordonnée de façon plus commode. » Pline l'Ancien, traitant de la prédiction des éclipses  écrit : « Après eux(=Thalès) les positions des deux astres (=le Soleil et la Lune) pour les 600 années à venir furent annoncées par Hipparque, … » Cela doit vouloir dire qu'Hipparque a prédit les éclipses pour une période de 600 ans, mais étant donné l'énorme quantité de calculs que cela représente, c'est très peu probable. Plus vraisemblablement, Hipparque aura compilé une liste de toutes les éclipses survenues entre le temps de  Nabonasser et le sien.
Voici d'autres traces de pratiques babyloniennes dans l’œuvre d’Hipparque :
- Hipparque est le premier auteur grec à avoir divisé le cercle en 360 degrés de 60 minutes.
- il est le premier à avoir utilisé systématiquement la numération sexagesimale.
- il a utilisé le pechus (« coudée »), unité d'angle de 2° ou 2½° d'ouverture.
- il a utilisé la courte période de 248 jours = 9 mois anomalistiques.

## Mathématiques babyloniennes et mathématiques alexandrines
À l’époque hellénistique, les mathématiques et l’astronomie babylonienne exerçaient une influence profonde sur les mathématiciens d’Alexandrie, dans l’Égypte des Ptolémée (−321 à −31) comme pendant la période romaine de l'Égypte (−30 à 641). Cette influence est particulièrement évidente dans les écrits astronomiques et mathématiques d’Hipparque, de Ptolémée, de Héron d'Alexandrie et de Diophante. Dans le cas de Diophante, l’héritage babylonien est tellement visible dans ses Arithmetica que certains chercheurs ont avancé qu'il avait pu être un « Babylonien hellénisé ». De même, l'empreinte babylonienne sur l'œuvre de Héron a laissé soupçonner que ce savant était peut-être d'origine phénicienne.

## Les mathématiques en Mésopotamie après la conquête musulmane
Après la conquête musulmane de la Perse, la Mésopotamie prit le nom arabe d’Irak. Sous le califat abbasside, la capitale de l’empire fut transférée à Bagdad, ville fondée en Irak au VIIIe siècle. Du VIIIe siècle au XIIIe siècle, période fréquemment désignée comme l’ « Âge d'or de l’Islam », l’Irak-Mésopotamie retrouva le statut de centre de l’activité mathématique. Nombre des plus grands mathématiciens de l'époque travaillaient en Irak, parmi lesquels Al-Khawarizmi, Al-Abbās ibn Said al-Jawharī, 'Abd al-Hamīd ibn Turk, Al-Kindi (Alkindus), Hunayn ibn Ishaq (Johannitius), les frères Banou Moussa, la dynastie des  Thābit ibn Qurra, Albatenius, les Frères de Pureté, Al-Saghani (en), Abū Sahl al-Qūhī, Ibn Sahl, Abu Nasr Mansur ibn Iraq, Alhazen, Ibn Tahir al-Baghdadi, et Ibn Yahyā al-Maghribī al-Samaw'al. L’activité mathématique en Irak s'interrompit après le sac de Bagdad en 1258.

## Voir également

#### En français
- Roger Caratini, Les mathématiciens de Babylone, Paris, Presses de la Renaissance, 2002, 295 p. (ISBN 2-85616-820-5)
- A. Dahan-Dalmedico et J. Peiffer, Une histoire des mathématiques : Routes et dédales, 1986 [détail des éditions]
- Jens Høyrup, L'Algèbre au temps de Babylone, Vuibert/Adapt, coll. « Inflexions », août 2010, 162 p. (ISBN 9782356560162)
- Donald Knuth, Algoritmes babyloniens anciens dans Donald Knuth (trad. P. Cégielski), Éléments pour une histoire de l'informatique, Librairie Eyrolles, 2011
- Émile Noël et al., Le matin des mathématiciens, Paris, éditions Belin, 1985, 192 p. (ISBN 2-7011-0533-1), « Babylone », p. 6-18
- Marguerite Rutten, La science des Chaldéens, Paris, PUF, coll. « Que sais-je ? » (no 893), 1970 (1re éd. 1960), 128 p.
- René Taton, Histoire du calcul, Vendôme, PUF, coll. « Que sais-je ? » (no 198), 1969, 5e éd. (1re éd. 1946), 128 p.
- François Thureau-Dangin, Textes mathématiques babyloniens, Leyde, Société Orientale, 1938

#### En anglais
- (en) A. E. Berriman, The Babylonian quadratic equation, 1956.
- (en) Carl B. Boyer (rev. par Uta C. Merzbach), A history of mathematics, New York, Wiley, 1991, 2e éd. (1re éd. 1968), 715 p. (ISBN 978-0-471-54397-8), « Greek Trigonometry and Mensuration »
- George G. Joseph, The Crest of the Peacock : Non-European Roots of Mathematics, Penguin Books, 2000 (ISBN 0-691-00659-8).
- David E. Joyce, « Plimpton 322 », 1995
- (en) Jens Høyrup, Lengths, Widths, Surfaces: A Portrait of Old Babylonian Algebra and Its Kin [détail de l’édition]
- Donald Knuth, « Ancient Babylonian Algorithms », Communications of the ACM, vol. 15, no 7,‎ juillet 1972, repris dans Donald Knuth, Selected Papers on Computer Science, Addison-Wesley, 1996, p. 185
- (en) O. Neugebauer, The Exact Sciences in Antiquity, Dover, 1969.
- (en) John J. O'Connor et Edmund F. Robertson, « An overview of Babylonian mathematics », sur MacTutor, université de St Andrews.
- (en) Marvin A. Powell, « Masse und Gewichte », dans Reallexicon der Assyriologie und Vorderasiatischen Archäologie, vol. VII, Berlin, De Gruyter, 1987-1990, p. 457-530
- (en) Marvin A. Powell, « Metrology and mathematics in ancient Mesopotamia », dans Jack M. Sasson (dir.), Civilizations of the Ancient Near East, New York, 1995, p. 1941-1958
- (en) Jöran Friberg, « Mathematik », dans Reallexicon der Assyriologie und Vorderasiatischen Archäologie, vol. VII, Berlin, De Gruyter, 1987-1990, p. 531-585
- (en) Eleanor Robson, « Neither Sherlock Holmes nor Babylon : a reassessment of Plimpton 322 », Historia Math., vol. 28, no 3,‎ 2001, p. 167–206 (DOI 10.1006/hmat.2001.2317, MR 1849797)
- (en) Eleanor Robson, « Words and pictures : New light on Plimpton 322 », The American Mathematical Monthly, Washington, vol. 109, no 2,‎ février 2002, p. 105
- (en) Eleanor Robson, « Mesopotamian Mathematics », dans Victor J. Katz, The Mathematics of Egypt, Mesopotamia, China, India, and Islam: A Sourcebook, Princeton University Press, 2007 (lire en ligne)
- (en) Eleanor Robson, « Mathematics, metrology, and professional numeracy », dans Gwendolyn Leick (dir.), The Babylonian World, Londres et New York, Routledge, 2007, p. 418-431
- (en) Eleanor Robson, Mathematics in Ancient Iraq : A Social History, Princeton et Oxford, Oxford University Press, 2008
- (en) Jens Høyrup, « Mesopotamian Mathematics », dans Alexander Jones et Liba Taub (dir.), The Cambridge History of Science, Cambridge, Cambridge University Press, 1998, p. 58-72